# Слободан Лучић
Слободан Лучић (Београд, 23. фебруара 1988) српски је фудбалер који тренутно наступа за Будућност из Добановаца и капитен је екипе тог клуба.

## Каријера
Слободан Лучић рођен је у Београду, 23. фебруара 1988. године. Читаву сениорску каријеру провео је у саставу Будућности из Добановаца и за клуб одиграо више стотина утакмица у различитим нивоима фудбалског такмичења у Србији.
Освајањем првог места у Београдској зони за такмичарску 2011/12, са клубом је изборио пласман у Срспку лигу за наредну такмичарску годину. Четири године касније, по окончању сезоне 2015/16, Будућност је по први пут у својој историји постала члан савезног ранга такмичења.

## Статистика
Ажурирано 27. децембра 2021.
| Клуб                | Сезона   | Лига                | Лига | Лига | Куп | Куп | Остало | Остало | Укупно | Укупно |
| Клуб                | Сезона   | Дивизија            |      | Гол  |     | Гол |        | Гол    |        | Гол    |
| ------------------- | -------- | ------------------- | ---- | ---- | --- | --- | ------ | ------ | ------ | ------ |
| Будућност Добановци | 2004/05. | Српска лига Београд | 11   | 1    | —   | —   | —      | —      | 11     | 1      |
| Будућност Добановци | 2005/06. | Српска лига Београд | 33   | 3    | —   | —   | —      | —      | 33     | 3      |
| Будућност Добановци | 2006/07. | Српска лига Београд | 28   | 2    | —   | —   | —      | —      | 28     | 2      |
| Будућност Добановци | 2007/08. | Београдска зона     | —    | —    | —   | —   | —      | —      | —      | —      |
| Будућност Добановци | 2008/09. | Београдска зона     | —    | —    | —   | —   | —      | —      | —      | —      |
| Будућност Добановци | 2009/10. | Београдска зона     | —    | —    | —   | —   | —      | —      | —      | —      |
| Будућност Добановци | 2010/11. | Београдска зона     | —    | —    | —   | —   | —      | —      | —      | —      |
| Будућност Добановци | 2011/12. | Београдска зона     | —    | —    | —   | —   | —      | —      | —      | —      |
| Будућност Добановци | 2012/13. | Српска лига Београд | 27   | 0    | —   | —   | —      | —      | 27     | 0      |
| Будућност Добановци | 2013/14. | Српска лига Београд | 22   | 1    | —   | —   | —      | —      | 22     | 1      |
| Будућност Добановци | 2014/15. | Српска лига Београд | 27   | 0    | —   | —   | —      | —      | 27     | 0      |
| Будућност Добановци | 2015/16. | Српска лига Београд | 26   | 1    | —   | —   | —      | —      | 26     | 1      |
| Будућност Добановци | 2016/17. | Прва лига Србије    | 24   | 1    | —   | —   | —      | —      | 24     | 1      |
| Будућност Добановци | 2017/18. | Прва лига Србије    | 24   | 3    | 2   | 0   | —      | —      | 24     | 3      |
| Будућност Добановци | 2018/19. | Прва лига Србије    | 29   | 0    | 2   | 0   | —      | —      | 31     | 0      |
| Будућност Добановци | 2019/20. | Прва лига Србије    | 21   | 1    | 1   | 0   | —      | —      | 22     | 1      |
| Будућност Добановци | 2020/21. | Прва лига Србије    | 29   | 2    | 0   | 0   | —      | —      | 29     | 2      |
| Будућност Добановци | 2021/22. | Прва лига Србије    | 13   | 2    | 0   | 0   | —      | —      | 13     | 2      |
| Укупно              | Укупно   | Укупно              | 314  | 17   | 5   | 0   | —      | —      | 320    | 17     |

## Трофеји и награде
Будућност Добановци
- Београдска зона: 2011/12.[5]
- Српска лига Београд: 2015/16.[6]